# SpVggヴァイデン
SpVggヴァイデン（SpVgg Weiden）は、ドイツバイエルン州のヴァイデン・イン・デア・オーバープファルツを本拠地とするサッカークラブ。

## 歴史
SpVggヴァイデンは、1924年1月19日に創設された。クラブはその初年度と1931年にクライス優勝を果たした。1934年と1941年にはベツィルク優勝を果たして、当時の最上位リーグだったガウリーガ・バイエルン（Gauliga Bayern）へ昇格した。しかし、初昇格のシーズンはすぐに降格してしまった。その後、ガウリーガ・バイエルンは北部リーグと南部リーグに分割され、1939年1月9日よりスポンサー名を冠してReichsbahn SSVg Weidenとなったクラブは、1941年に2度目の昇格を果たし、ガウリーガ・バイエルン（北部）に所属することになった。 最初のシーズンにおいて、クラブはSpVggフュルト、1.FCシュヴァインフルト05、1.FCニュルンベルクに続く4位の成績を残し、SpVggフュルトに対しては勝利を収めた。 次シーズンは最下位に続く9位で終わった。その後、第二次世界大戦が激化する状況下で、リーグはGauliga Bayreuth-Nordに再編されるが、試合はもはや開催されなかった。
第二次世界大戦後、クラブは1964年にバイエルンリーガへ昇格を果たした。翌1965年には優勝を果たし、当時の2部リーグに相当するRegionalliga Südにまで昇格したが、たった一年で降格を余儀なくされた。引き続きクラブは主にバイエルンリーガに在籍した。バイエルンリーガからさらに降格することもあったが、そのたび短い期間でバイエルンリーガへの再昇格を果たした。ただ、1975年から1985年までは、長らくバイエルンリーガに戻ることができなかった。
2008-09年のシーズンではバイエルンリーガで素晴らしい成績を収めた。シーズン終了の3節前に優勝を決め、翌シーズンからの4部リーグ（レギオナルリーガ）昇格を決定づけた。2009年5月26日には、バイエルン内のカップ戦（Bayerischen Toto-Pokal）準決勝におけるホームゲームにおいて、0対3から同点に追いつき、PK戦でSpVggウンターハヒンクに勝利した。（その後、決勝でもSVヴァッカー・ブルクハウゼンに勝利して優勝。）そのため、同年のDFBポカール（ドイツ全国のカップ戦）1回戦の参加を果たしたが、ボルシア・ドルトムントと対戦することになり、1対3で敗れた。

## タイトル

### 国内タイトル
なし

### 国際タイトル
なし